# Evolution: The World of Sacred Device
Evolution: The World of Sacred Device es un videojuego de rol para Dreamcast que fue lanzado al mercado en el año en 1999, desarrollado por Sting Entertainment y publicado por Ubisoft.
Tuvo una secuela Evolution 2: Far Off Promise también lanzada en Dreamcast.

## Protagonistas del juego
- Mag Launcher: Mag es el héroe del juego. Él usa el hand ciframe, un poder del juego.

- Linear Cannon: Linear es la heroína del juego. Ella no usa ciframe sino usa una técnica de curación en la batalla.

- Chain Gun: Es el hijo de la familia Gun. Usa un tipo de cuchillo de ciframe que le causa gran daño a sus enemigos.

- Gre Nade: Es el mayordomo de Mag. No usa el ciframe pero tiene un buen rifle.

- Pepper Box: Pepper es una experta adventurera y al igual que Mag consigue reliquias en las ruinas. Usa un cañón de ciframe.

## Jugabilidad
Como es típico en los roguelikes, el objetivo de Evolution es guiar a un grupo de aventureros a través de una serie de mazmorras avanzando a través de sus pisos generados proceduralmente y derrotando al jefe al final de cada uno. Las mazmorras se pueden completar en cualquier orden, a excepción de la última, y tienen un número creciente de pisos a medida que el jugador avanza. Por ejemplo, si el jugador ingresa primero a una determinada mazmorra, tendrá 9 pisos, pero si ingresa como penúltima mazmorra, tendrá 21 pisos, habrá enemigos más poderosos en los pisos 10 al 20, y el jefe tener estadísticas más altas.
Además de los pisos de los jefes, cada piso de mazmorra está poblado por enemigos itinerantes, trampas y cofres del tesoro con objetos en su interior. Todas las trampas toman la forma de paneles de piso ocultos que causan uno de una variedad de efectos en el grupo si se pisan. Algunas trampas tienen efectos positivos, como restaurar los puntos de vida o debilitar a los enemigos del suelo. Un jugador experto puede detectar trampas mediante un contorno tenue en el panel del piso o usando un elemento especial que marca el tipo y la ubicación de todas las trampas de un piso.